# Villa Anna
La villa Anna è una villa (ex casa colonica) situata nella frazione di Calcinaia nel comune di Lastra a Signa. Costruita nel XIX secolo è immersa nel verde delle colline Toscane, ha un'architettura rinascimentale anche se ristrutturata molto recentemente introducendo anche una piscina. Ora la villa offre il servizio di hotel.